# Delahaye Type 104
Der Delahaye Type 104 ist ein leichtes Nutzfahrzeug-Modell der Zwischenkriegszeit. Hersteller war Automobiles Delahaye in Frankreich.

## Beschreibung
Die Lastkraftwagen wurden zwischen 1928 und 1931 hergestellt. Zu der Zeit gab es eine Verbindung zu Chenard & Walcker, sodass es eine Gemeinschaftsentwicklung war. Es gab die Ausführungen Type 104, Type 104 A und Type 104 B. Die Nutzlast beträgt je nach Version 1200 kg oder 1500 kg.
Das Fahrzeug hat einen Vierzylindermotor mit 69 mm Bohrung, 115 mm Hub und 1720 cm³ Hubraum.
Delahaye fertigte 1929 drei Fahrzeuge, die die Sahara durchquerten. Eines dieser Fahrzeuge wurde 2013 auf einer Messe präsentiert.
Nachfolger wurde der Delahaye Type 120.